# Liceum Ogólnokształcące im. Stefana Żeromskiego w Bartoszycach
Liceum Ogólnokształcące im. Stefana Żeromskiego w Bartoszycach – najstarsza bartoszycka szkoła mieszcząca się w XVIII-wiecznym neogotyckim budynku. Kontynuuje tradycje szkoły parafialnej, ewangelickiej szkoły łacińskiej i pruskiego Państwowego Gimnazjum Męskiego.

## Położenie
Szkoła znajduje się w Bartoszycach w województwie warmińsko-mazurskim, około 70 km na północ od Olsztyna. Usytuowana jest przy ul. Bohaterów Monte Cassino w centrum miasta, nieopodal zabytkowego kompleksu Starego Miasta Bartoszyce.

## Historia szkoły i budynku

### Szkoła parafialna i łacińska (1377-1771)
Pierwszą szkołę w Bartoszycach, tzw. szkołę parafialną, założono za czasów Winricha von Kniprode, w 1377, a każdy jej rektor musiał być bezpośrednio zatwierdzany przez wielkiego mistrza zakonu krzyżackiego.
W XVI wieku, po sekularyzacji Prus i zwycięstwie reformacji, szkołę przekształcono w tzw. „szkołę łacińską”. Od tej pory dyrektora wybierała rada miasta, a nadzór sprawował pastor, o którego urząd nierzadko ubiegali się profesorowie królewieckiej Albertiny. W 1621 wydano dokument, tzw. bartoszycką ordynację szkolną, który pierwszeństwo w nauce nadawał łacinie, naukom i dziełom czterech ewangelistów oraz myślom Sokratesa, Platona czy Erazma z Rotterdamu. Zmiany wpłynęły pozytywnie na poziom nauki, gdyż na przełomie XVI i XVII wieku, licząca ówcześnie 180-200 uczniów szkoła, uważana była za najlepszą w prowincji i jeden z najlepszych zakładów nauczania w całych Prusach Książęcych. Swój szczególny rozkwit przeżywała dzięki trafnie wybranym rektorom, jak urzędujący od roku 1560 Valentinus Neukirch czy później Mikołaj Harder. Także w tym czasie do szkoły uczęszczali jej najwybitniejsi uczniowie, wśród których byli m.in.: Krzysztof Hartknoch (autor wielu dzieł historycznych, w tym Alt und Neues Preussen), Rajnhold Conditt (radny miejski Królewca oraz autor Speculum fidei politicae) czy Mateusz Waisselius (autor historycznego, pionierskiego dzieła Chronica alter preusscher effendischer und kurlandischer Historien).

### Szkoła miejska (1771-1872)
W wieku XVIII bartoszycką szkołę, jak i całą naukę i Prusy, dotkną głęboki kryzys, a w dodatku budynek szkolny był w bardzo złym stanie i w 1744 groził zawaleniem się. Rada Miasta Bartoszyce była niechętna wznoszeniu nowego obiektu dla miejscowej szkoły, a pomógł jej dopiero, przebywający w mieście w latach 1768–1776, komendant miejscowego garnizonu wojskowego hrabia generał-major Fryderyk zu Anhalt. Dzięki pieniądzom zebranym przez komendanta, prawdopodobnie poprzez mistyfikację z bartoszyckimi kamiennymi babami, w 1771 udało się ukończyć budowę nowego gmachu szkoły.
Uczelnia, której nadano nazwę Wielka Szkoła w Bartoszycach, mieściła 4 sale do nauki, gabinet przyrodniczy, mieszkania dla nauczycieli oraz bibliotekę, która także dzięki komendantowi zu Anhalt, w 1775 roku liczyła już 1500 woluminów. Pierwszym dyrektorem szkoły został absolwent Uniwersytetu Albertiny Fryderyk Kruska, Mazur spod Giżycka.
Nowa szkoła przez kilka dekad nie posiadała praw do kształcenia uczniów, którzy uzyskiwaliby wstęp na uniwersytet, a taki status otrzymała dopiero w 1802 roku, jednak już w 1809 ponownie go utraciła. Następnie w 1866 roku minister wyznań religijnych Prus zezwolił na przekształcenie szkoły w wyższą szkołę miejską, jednakże i tego statusu jednostka nie utrzymała.

### Państwowe Gimnazjum Męskie (1872- 1945)
Władze miasta zobowiązały się do opłacania składki na rzecz szkoły w wysokości 1000 talarów rocznie, dzięki czemu ta uniezależniła się od finansów kościelnych. Jednocześnie zastrzeżono obniżenie składki do 500 talarów, gdy liczba uczniów opłacających naukę przewyższy 300. W latach 50. i 60. XIX wieku do szkoły dobudowano salę gimnastyczną oraz budynek mieszkalny, natomiast dekadę później przebudowano sam gmach szkolny.
Przebudowany gmach szkolny, przy ówczesnej ul. Sątoczeńskiej, ponownie uroczyście otworzono 17 października 1872 roku, a pierwszym dyrektorem mieszczącego się w nim Państwowego Gimnazjum Męskiego został dr Alfred Schottemuller. Księgozbiór biblioteki powstał w większości ze składek mieszczaństwa miast warmińskich, w tym na osobiste polecenie biskupa Ignacego Krasickiego, Lidzbarka Warmińskiego. W 1876 roku do szkoły uczęszczało 300 uczniów, przy czym 168 z nich nie pochodziło z Bartoszyc. W ciągu pierwszych 25 lat pracy gimnazjum egzamin dojrzałości złożyło 166 uczniów najwyższej klasy oraz 9 eksternów.

### Okres powojenny (po 1945)
Po zakończeniu II wojny światowej szkoła, jak i miasto Bartoszyce, znalazła się pod zarządem polskiej administracji. Podczas działań wojennych budynek nie ucierpiał znacznie, lecz księgozbiór biblioteczny został zniszczony i rozgrabiony.
1 grudnia 1946 roku, dzięki inicjatywom społeczeństwa oraz poparciu samorządowych władz lokalnych, w szkole rozpoczął się pierwszy rok szkolny. Zajęcia w czterech klasach rozpoczęło 79 uczniów, a pierwszym dyrektorem Gimnazjum i Liceum Koedukacyjnego został Adam Koniewicz.
W roku szkolnym 1948/1949 gimnazjum przekształciło się w Szkołę Ogólnokształcącą Stopnia Podstawowego i Licealnego z klasami od I do XI, jednocześnie zlikwidowano podział na gimnazjum i liceum. Pierwszą powojenną maturę zdawano w roku szkolnym 1950/1951, a podeszło do niej 28 uczniów.
W kolejnych dekadach szkołę ponownie restrukturyzowano, w roku szkolnym 1960/1961 zlikwidowano klasy podstawowe i nadano jej nazwę Liceum Ogólnokształcącego w Bartoszycach, a 18 czerwca 1966 roku nadano patrona i imię Stefana Żeromskiego. Z kolei w styczniu 1976 na jej bazie utworzono Zespół Szkół, w którego oprócz Żeromskiego weszły także Liceum Ogólnokształcące dla Pracujących oraz średnie Studium Zawodowe o kierunku społeczno-prawnym.
Zespół Szkół funkcjonował do września 1979 roku, kiedy to Liceum Ogólnokształcące stało się samodzielną jednostką budżetową, której dyrektorowi dodatkowo w latach 1984–1992 podporządkowano inną samodzielną jednostkę – Medyczne Liceum Zawodowe.

## Rektorzy i dyrektorzy szkoły
- Valentinus Neukirch (od 1560)
- Mikołaj Harder
- Fryderyk Kruska (od 1771)
- Alfred Schottemuller (od 1872)
- Adam Koniewicz (1946-1947)
- Mateusz Trzaska (1947-1951)
- Ludwik Łakomy (1951-1952)
- Mateusz Trzaska (1952-1954)
- Stefan Majewski (1954-1955)
- Cezary Suprun (1955-1972)
- Henryk Szyszlak (1972-1991)
- Andrzej Binięda (1991-2002)
- Anna Jurgilewicz (od 2002)